# Union soviétique aux Jeux olympiques d'été de 1964
L'Union soviétique participe aux Jeux olympiques d'été de 1964 à Tokyo au Japon. 317 athlètes soviétiques, 254 hommes et 63 femmes, ont participé à 154 compétitions dans 19 sports. Ils y ont obtenu 96 médailles : 30 d'or, 31 d'argent et 35 de bronze. Avec ce total de médailles d'or, l'Union soviétique termine à la deuxième place du tableau des médailles.